# Силицид трилития
Силици́д трили́тия — бинарное неорганическое соединение металла лития и кремния с формулой (Li3Si)2, фиолетовые кристаллы, бурно реагирует с водой.

## Получение
- Сплавление чистых веществ в инертной атмосфере:

{\displaystyle {\mathsf {6Li+2Si\ {\xrightarrow {T}}\ Li_{6}Si_{2}}}}

## Физические свойства
Силицид лития образует фиолетовые кристаллы.

## Химические свойства
- Диссоциирует при нагревании в вакууме:

{\displaystyle {\mathsf {Li_{6}Si_{2}\ {\xrightarrow {600^{o}C,vacuum}}\ 6Li+2Si}}}
- Бурно реагирует с водой:

{\displaystyle {\mathsf {Li_{6}Si_{2}\ {\xrightarrow[{-LiOH}]{H_{2}O}}\ SiH_{4},Si_{2}H_{6},H_{2}}}}